# Sphodromerus indus
Sphodromerus indus är en insektsart som beskrevs av Soomro, S. och Wagan 2005. Sphodromerus indus ingår i släktet Sphodromerus och familjen gräshoppor. Inga underarter finns listade i Catalogue of Life.